# Hesperandra solangeae
Hesperandra solangeae är en skalbaggsart som beskrevs av Santos-silva 2003. Hesperandra solangeae ingår i släktet Hesperandra och familjen långhorningar.
Artens utbredningsområde är Venezuela. Inga underarter finns listade i Catalogue of Life.